# Martha Grimes
Martha Grimes (* 2. Mai 1931 in Pittsburgh, Pennsylvania, Vereinigte Staaten) ist eine amerikanische Schriftstellerin. Sie ist bekannt durch ihre Kriminalromane um Inspektor Jury. Acht ihrer Bücher schafften es in die New York Times Bestseller-Liste.

## Leben
Grimes wurde als Tochter eines Rechtsanwalts geboren und studierte Anglistik an der University of Maryland, College Park. Sie begann während ihrer Studienzeit Gedichte zu schreiben. Diese beschäftigten sich auf erzählerische Weise mit dramatischen und „blutigen“ Inhalten, als sie ihr Talent dahingehend erkannte, wurde Grimes Autorin von Kriminalromanen. 1981 erschien ihr erster Roman mit einer Auflage von 3000 Exemplaren. Von der Inspektor-Jury-Reihe sind 25 Bände erschienen. (Stand: 2021)
Grimes ist Professorin für Literatur und Kreatives Schreiben und lehrte an der Johns-Hopkins-Universität und am Montgomery College in Takoma Park, Maryland. Sie ist aktive Tierschützerin und spendete den größten Teil des Erlöses ihres Buches Das Mädchen ohne Namen an Tierschutzvereine.
Im Jahr 2012 wurde ihr von den Mystery Writers of America der Grand Master Award für ihr Lebenswerk verliehen.
2013 hat sie gemeinsam mit ihrem Sohn die Autobiografie „Double Double: A Dual Memoir of Alcoholism“ veröffentlicht, in der sie beide den Kampf gegen die Alkoholsucht schildern. Auch in Interviews spricht Grimes offen über ihre (inzwischen überwundene) Abhängigkeit. Diese habe sie zwar nicht beim Schreiben beeinträchtigt oder ihren Stil verändert, allerdings dennoch eine Rolle bei der Wahl der Inhalte ihrer Romane gespielt (Englische Pubs sind Namensgeber und Schauplätze einiger Inspektor Jury Bücher).
Martha Grimes lebt in Santa Fe (New Mexico) und in Washington, D.C.

## Werke

### Inspektor-Jury-Reihe
In ihren traditionellen englischen Kriminalromanen um Inspektor Richard Jury beschreibt Martha Grimes die Fälle des melancholischen Protagonisten. Der Inspektor bzw. Superintendent von Scotland Yard wird dabei von seinem Freund Melrose Plant unterstützt, der sich ob seines ererbten Reichtums erlauben kann, seine Adelstitel abzulegen, sowie von dem stets kränkelnden Assistenten Sergeant Alfred Wiggins.
Um Inspektor Jury haben sich drei Mikrokosmen gebildet:
- Zum einen gibt es im beruflichen Umfeld Jurys Vorgesetzten, den cholerischen Chief Superintendent Racer, der Jury auch dann zum Dienst ruft, wenn eigentlich noch drei andere Inspektoren auf der Dienstliste stehen. Dazu kommen Racers Sekretärin, die stets schwarz gekleidete Fiona Clingmore (mit einem Faible für Schönheitsmittelchen aller Art, die sie gerne im Büro ausprobiert) sowie Cyril, der kriminell veranlagte Kater, der sich gern an den Alkoholvorrat des Chefs heranmacht. Sergeant Wiggins mit seinen unzähligen Hausmittelchen gegen eingebildete und echte Wehwehchen vervollständigt das Dienststellenpersonal.

- Privat lebt Jury als Single, in einer Hausgemeinschaft mit der attraktiven, wesentlich jüngeren Carole-anne Palutski, die als Wahrsagerin arbeitet, und der älteren Dame Mrs. Wassermann, die als Überlebende des Holocausts ihre Wohnung nicht verlässt und Jury immer wieder verdächtige Männer beschreibt, die vor ihrem Fenster vorbeigehen.

- Die Bewohner des englischen Dorfes Long Piddelton und insbesondere Jurys Freund Melrose Plant, der Earl of Caverness, sind im ersten Band Inspector Jury schläft außer Haus Hauptteil der Handlung. Plant unterstützt ihn seither bei seinen Fällen. In Long Piddleton lebt auch noch seine erbschleicherische US-amerikanische Tante Agatha, der Antiquitätenhändler Marshall Trueblood, die stilvoll alkoholisierte Intrigantin Diane Demorney, die attraktive Vivian Rivington, der Makler Mr. Jenks, der Buchhändler Theo Wrenn Browne und die Gastwirte Dick Scroggs und Trevor Sly.

In den Inspektor-Jury-Kriminalromanen gibt es Nebengeschichten, die sich mit Humor rund um die (amourösen) Abenteuer des normalen Lebens ranken. Die Haupthandlungsstränge, die Mordgeschichten, sind im Gegensatz dazu düster, blutig und grausam. Oft geht es um Kindesmisshandlung, seelisch oder körperlich. Es gibt in den Inspektor-Jury-Romanen viele sehr einsame Kinder, oft Mädchen, die Schreckliches durchmachen oder mit ansehen mussten und die sich nun bemühen, trotz allem in dieser kalten Welt zu überleben.
Ein Echo finden diese heroischen, verlorenen kleinen Gestalten in dem Einzelgänger Richard Jury selbst, der als Kind seine Mutter bei einem Bombenangriff im Zweiten Weltkrieg verlor. Jurys Liebesgeschichten, die alle von einer Art Helfersyndrom bestimmt sind, enden – bis auf The Winds of Change – mit Trennung, oder schlimmer, durch Mord. Als sein Counterpart und den Plot vorantreibenden Dialogpartner gibt es seit Mitte der Serie den Divisional Commander Brian Macalvie von der Devon and Cornwall Constabulary, einen verstandesbetonten Kollegen.
Die Freunde in Long Piddleton sind ebenso – mit all ihren guten Eigenschaften und ihrem Witz – im Herzen Nichterwachsene geblieben, die es nicht fertigbringen, sich gegen die entsetzliche Tante Agatha zu wehren, die alle tyrannisiert. Selbst unverheiratet, sitzen sie die ganze Zeit im Pub zusammen und hintertreiben völlig kindisch die Hochzeit von Vivian Rivington, indem sie deren Verlobten vergraulen.
Inspektor Jury und sein Umfeld machen im Fortschreiten der Romanserie eine Entwicklung durch. Während die Eskapaden seiner Long Piddletoner Gefährten immer alberner werden, tritt Jury menschlich immer hilfloser auf der Stelle, bis er im äußerst düsteren Krimi The Blue Last, der auch noch einmal die Kriegstraumata aufgreift, verraten wird und fast ums Leben kommt. Erst nach dieser Katastrophe gelingt es ihm, sich aus der seelischen Erstarrung zu lösen, wie der englische Krimititel The Winds of Change auch andeutet.

#### Erschienene Romane
Die „Inspector Jury“-Romane sind im Original zum Teil nach real existierenden Pubs benannt.
1. The Man With a Load of Mischief, 1981, Berkeley Verlag, ISBN 978-3-499-22487-4
  - Deutsch: Inspektor Jury schläft außer Haus, übersetzt von Uta Goridis, 1981, Rowohlt Taschenbuch, ISBN 978-3-499-22487-4
2. The Old Fox Deceiv´d, 1982, Onyx Books, ISBN 978-0-451-41068-9
  - Deutsch: Inspektor Jury spielt Domino, übersetzt von Uta Goridis, 1982, Rowohlt Taschenbuch, ISBN 978-3-499-22489-8
3. The Anodyne Necklace, 1983, Onyx Books, ISBN 978-0-451-41089-4
  - Deutsch: Inspektor Jury sucht den Kennington-Smaragd, übersetzt von Uta Goridis, 1983, Rowohlt Taschenbuch, ISBN 978-3-499-22497-3
4. The Dirty Duck, 1984, Onyx Books, ISBN 978-0-451-41139-6
  - Deutsch: Inspektor Jury küsst die Muse, 1984, übersetzt von Uta Goridis, Rowohlt Taschenbuch, ISBN 978-3-499-22498-0
5. Jerusalem Inn, 1984, Onyx Books, ISBN 978-0-451-41161-7
  - Deutsch: Inspektor Jury bricht das Eis, übersetzt von Uta Goridis und Jürgen Riehle, Rowohlt Taschenbuch, ISBN 978-3-499-22757-8
6. Help the Poor Struggler, 1985, Onyx Books, ISBN 978-0-451-41173-0
  - Deutsch: Inspektor Jury lichtet den Nebel, übersetzt von Dorothee Asendorf, Rowohlt Taschenbuch, ISBN 978-3-499-13580-4
7. The Deer Leap, 1985, Onyx Books, ISBN 978-0-451-41187-7
  - Deutsch: Inspektor Jury spielt Katz und Maus, übersetzt von Susanne Baum, Rowohlt Taschenbuch, ISBN 978-3-499-33135-0
8. I Am the Only Running Footman, 1986, Onyx Books, ISBN 978-0-451-41002-3
  - Deutsch: Inspektor Jury steht im Regen, Übersetzt von Maria Mill, 1997, Rowohlt Taschenbuch, ISBN 978-3-499-22160-6
9. The Five Bells and Bladebone, 1987, NAL Books, ISBN 978-0-451-41038-2
  - Deutsch: Inspektor Jury besucht alte Damen, Übersetzt von Dorothee Asendorf, Goldmann Verlag, ISBN 978-3-442-46965-9
10. The Old Silent, 1989, Onyx Books, ISBN 978-0-451-41207-2
  - Deutsch: Inspektor Jury geht übers Moor, Übersetzt von Dorothee Asendorf, Goldmann Verlag, ISBN 978-3-442-46703-7
11. The Old Contemptibles, 1991, Onyx Books, ISBN 978-0-451-41213-3
  - Deutsch: Inspektor Jury gerät unter Verdacht, Übersetzt von Susanne Baum, Goldmann Verlag, ISBN 978-3-442-46593-4
12. The Horse You Came In On, 1993, Knopf, ISBN 978-0-679-42523-6
  - Deutsch: Fremde Federn, übersetzt von Sigrid Ruschmeier, Goldmann Verlag, ISBN 978-3-442-43386-5
13. Rainbow's End, 1995, Knopf, ISBN 978-0-679-44188-5
  - Deutsch: Blinder Eifer, übersetzt von Sigrid Ruschmeier, Goldmann Verlag, ISBN 978-3-442-45772-4
14. The Case Has Altered, 1997, Henry Holt and Co., ISBN 978-0-805-05620-4
  - Deutsch: Gewagtes Spiel, übersetzt von Dorothee Asendorf, Goldmann Verlag, ISBN 978-3-442-47093-8
15. The Stargazey, 1998, Henry Holt and Co., ISBN 978-0-805-05622-8
  - Deutsch: Die Frau im Pelzmantel, übersetzt von Cornelia C. Walter, Goldmann Verlag, ISBN 978-3-442-05501-2
16. The Lamorna Wink, 1999, Viking Adult, ISBN  978-0-670-88870-2
  - Deutsch: Die Treppe zum Meer, übersetzt von Cornelia C. Walter, Goldmann Verlag, ISBN 978-3-442-45253-8
17. The Blue Last, 2001, Viking Adult, ISBN 978-0-739-42138-3
  - Deutsch: Die Trauer trägt schwarz, übersetzt von Cornelia C. Walter, Goldmann Verlag, ISBN 978-3-442-45960-5
18. The Grave Maurice, 2002, Viking Adult, ISBN 978-0-670-03045-3
  - Deutsch: Auferstanden von den Toten, übersetzt von Cornelia C. Walter, Goldmann Verlag, ISBN 978-3-442-47199-7
19. The Winds of Change, 2004, Viking, ISBN 978-0-670-03327-0
  - Deutsch: Karneval der Toten, übersetzt von Cornelia C. Walter, Goldmann Verlag, ISBN 978-3-442-46572-9
20. The Old Wine Shades, 2006, Viking, ISBN 978-0-670-03479-6
  - Deutsch: Inspektor Jury kommt auf den Hund, übersetzt von Cornelia C. Walter, Goldmann Verlag, ISBN 978-3-442-31124-8
21. Dust, 2007, Viking, ISBN 978-0-670-03786-5
  - Deutsch: Inspektor Jury lässt die Puppen tanzen, übersetzt von Cornelia C. Walter, Goldmann Verlag, ISBN 978-3-442-47282-6
22. The Black Cat, 2010, Berkley, ISBN 978-0-451-23294-6
  - Deutsch: All die schönen Toten, übersetzt von Cornelia C. Walter, Goldmann Verlag, ISBN 978-3-442-31255-9
23. Vertigo 42, 2014, Pocket Books, ISBN 978-1-476-72405-8
  - Deutsch: Inspektor Jury und die Frau in Rot, übersetzt von Cornelia C. Walter, Goldmann Verlag, ISBN 978-3-442-48709-7
24. The Knowledge, 2018, Black Cat, ISBN 978-0-802-12801-0
  - Deutsch: Inspektor Jury und der Weg des Mörders, übersetzt von Cornelia C. Walter, Goldmann Verlag, ISBN 978-3-442-49070-7
25. The Old Success, 2020, Atlantic Books, ISBN 978-1-61185-475-6
  - Deutsch: Inspektor Jury und die Tote am Strand, übersetzt von Cornelia C. Walter, Goldmann Verlag, ISBN 978-3-442-49159-9

#### Hörspiele
Der MDR produzierte zwischen 1995 und 2003 zwölf der Romane als Hörspiele.

#### Verfilmungen
Die Romane Inspektor Jury schläft außer Haus, Inspektor Jury lichtet den Nebel und Inspektor Jury spielt Katz und Maus wurden 2013, 2015 und 2017 im Auftrag von ZDF und ORF unter den Titeln Der Tote im Pub, Mord im Nebel und Inspektor Jury spielt Katz und Maus verfilmt. Der Roman Inspektor Jury spielt Domino wurde am 21. Februar 2018 ausgestrahlt als Inspektor Jury – Der Tod des Harlekins. Das Drehbuch schrieb Günter Knarr.

### Emma-Graham-Reihe
- The End of the Pier, 1992, Knopf, ISBN 978-0-679-41126-0
  - Deutsch: Was am See geschah, 1994, Wunderlich Verlag, ISBN 978-3-805-20530-6
- Hotel Paradise, 1996, Knopf, ISBN 978-0-679-44187-8
  - Deutsch: Das Hotel am See, übersetzt von Angelika Felenda, 1995, Goldmann Verlag, ISBN 978-3-442-43761-0
- Cold Flat Junction, 2001, Viking, ISBN 978-0-670-89491-8
  - Deutsch: Still ruht der See, 2006, Goldmann Verlag, ISBN 978-3-442-46286-5
- Belle Ruin, 2005, Viking, ISBN 978-0-679-44187-8
  - Deutsch: Die Ruine am See, 2005, Goldmann Verlag, ISBN 978-3-442-31123-1
- Fadeaway Girl, 2011, Viking, ISBN 978-0-670-02244-1
  - Deutsch: Das verschwundene Mädchen, 2013, übersetzt von Cornelia C. Walter, Goldmann Verlag, ISBN 978-3-442-31279-5

### Andi-Oliver-Reihe
- Biting the Moon, 1999, Henry Holt and Co., ISBN 978-0-805-05621-1
  - Deutsch: Das Mädchen ohne Namen, 2001, übersetzt von Cornelia C. Walter, Goldmann Verlag, ISBN 978-3-442-30813-2
- Dakota, 2008, Viking, ISBN 978-0-670-01869-7
  - Deutsch: Die Nacht des Verfolgers, 2011, übersetzt von Cornelia C. Walter, Goldmann Verlag, ISBN 978-3-442-31126-2

### Andere
- Send Bygraves, 1989, Putnam Pub Group, ISBN 978-0-399-13462-3
  - Deutsch: Mit Schirm und blinkender Pistole, 1993, Rowohlt, ISBN 978-3-499-13206-3
- Freier Eintritt, 1996, Goldmann Verlag, ISBN 978-3-442-43307-0
- The Train Now Departing, 1997, Viking, ISBN 978-0-670-89154-2
  - Deutsch: Wenn die Mausefalle schließt / Der Zug fährt ab, 1997, Naumann & Göbel, ISBN 978-3-625-20352-0
- Foul Matter, 2003, Viking, ISBN 978-0-670-03259-4
  - Deutsch: Mordserfolg, 2004, übersetzt von Cornelia C. Walter, Goldmann Verlag, ISBN 978-3-442-31008-1
- Double Double: A Dual Memoir of Alcoholism, gemeinsam mit Ken Grimes, 2013, Scribner, ISBN 978-1-476-72408-9
- The Way of All Fish, 2014, Scribner, ISBN 978-1-476-72395-2
  - Deutsch: Ein Mord macht noch keinen Sommer, Fortsetzung von „Mordserfolg“, 2016, übersetzt von Cornelia C. Walter, Goldmann Verlag, ISBN 978-3-442-48454-6